# David Bryant Mumford

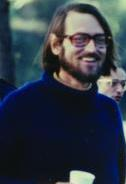
David Mumford

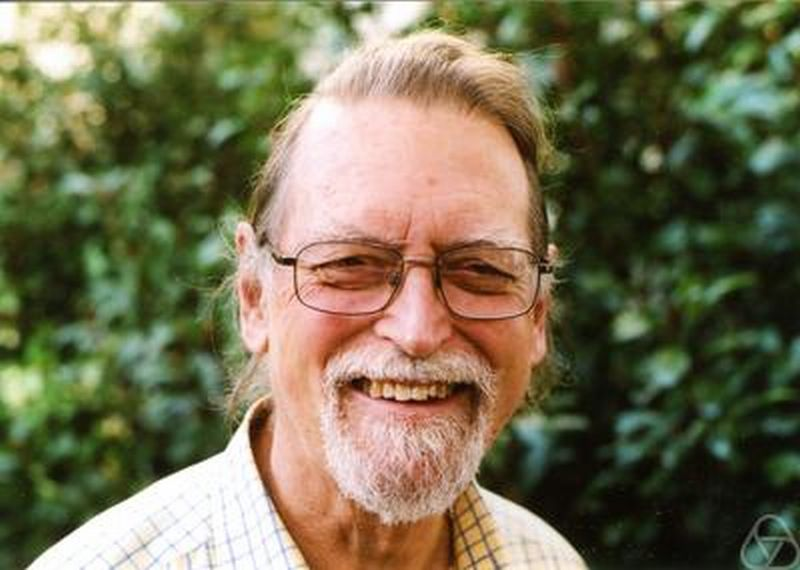
David Mumford, Berkeley 2010

David Bryant Mumford (* 11. Juni 1937 in Worth, Sussex) ist ein englischer Mathematiker.

## Leben
Mumfords Vater war Angehöriger der UN seit deren Gründung 1945 und zog mit der Familie um die halbe Welt, die Mutter war US-Amerikanerin. Seit 1940 wuchs er in den USA in Long Island auf. David Mumford studierte ab 1953 an der Harvard University, wo er 1961 bei Oscar Zariski promovierte. Er arbeitete dann als Dozent in Harvard und erhielt 1967 einen Lehrstuhl für Mathematik. 1981 bis 1984 leitete er das Department of Mathematics und zwischen 1991 und 1994 war er Vizepräsident der Universität. 1996 ging er an die Abteilung Angewandte Mathematik der Brown University.

## Leistungen
Mumford arbeitete etwa zwischen 1959 und 1982 auf dem Gebiet der algebraischen Geometrie, wo er wichtige Beiträge leistete. Insbesondere beschäftigte er sich mit der Klassifikation von Kurven, Flächen und Abelschen Varietäten und entwickelte hierzu die geometrische Invariantentheorie. Technisch gesprochen geht es um die Konstruktion sogenannter Modulräume. Er setzte die Arbeit der italienischen Schule (Federigo Enriques u. a.) – im Sinne der mathematisch strengen algebraischen Formulierung seines Lehrers Oscar Zariski – zur Klassifikation algebraischer Flächen fort, insbesondere für Flächen über endlichen Körpern (Charakteristik p). Als Schüler von Alexander Grothendieck in Harvard benutzte er früh dessen Neuformulierung der algebraischen Geometrie und schrieb auch eines der wichtigsten Lehrbücher der Schema-Theorie. Gleichzeitig suchte er immer die Verbindung zu klassischen Resultaten z. B. der italienischen Schule.
An der Entwicklung der Theorie torischer Varietäten ab 1970 war er maßgeblich beteiligt. So war er Mitautor bei einem frühen Standardwerk auf diesem Gebiet.
Seit 1983 liegt sein Interesse in der Theorie des Sehens, ihn beschäftigt insbesondere das Bildverstehen (Computer Vision), die statistische Behandlung von Bildsignalen sowie Probleme der neuronalen Bildverarbeitung. Die spezielle statistische Theorie in der Mumford arbeitet wird von ihrem Vater Ulf Grenander „pattern theory“ genannt. Mit Shah stellte er ein einfaches Modell für Bildsegmentation als Minimalisierung eines Energiefunktionals (das Kanten- und Flächendetektion und möglichst gute Übereinstimmung mit den Pixeldaten formalisiert) auf und formulierte die Mumford-Shah Vermutungen für dieses Modell.
2002 schrieb er mit anderen ein mit zahlreichen Abbildungen versehenes, auch allgemeiner verständliches Buch über die teils fraktalen Figuren, die sich als invariante Grenzfiguren aus der wiederholten Anwendung der Transformationen Kleinscher Gruppen (diskrete Untergruppen von Möbiustransformationen) ergeben.

## Ehrungen
1962 wurde Mumford Sloan Research Fellow. 1964 wurde er in die American Academy of Arts and Sciences und 1997 in die American Philosophical Society gewählt. 1974 wurde er mit der Fields-Medaille ausgezeichnet. Seit 1975 ist er Mitglied der National Academy of Sciences. 1987–1992 war er MacArthur Fellow. 1995 wurde er Ehrenmitglied der London Mathematical Society. Von 1995 bis 1999 war er Präsident der Internationalen Mathematischen Union (IMU). 2006 wurde er mit dem Shaw Prize für Mathematik geehrt. 2007 erhielt er den Leroy P. Steele Prize der American Mathematical Society, deren Fellow er ist. Im Jahre 2008 wurde ihm der Wolf-Preis für Mathematik (gemeinsam mit Pierre Deligne und Phillip Griffiths) zuerkannt. 2010 erhielt er die National Medal of Science in den USA zugesprochen, 2012 den BBVA Foundation Frontiers of Knowledge Award. 2023 wurde er mit dem Basic Science Lifetime Award in Mathematics ausgezeichnet.
1962 war er Invited Speaker auf dem ICM in Stockholm (Projective invariants of projective structures and applications) und 1970 auf dem ICM in Nizza (The structure of the moduli space of curves and abelian varieties). 1992 hielt er einen Plenarvortrag auf dem ersten Europäischen Mathematikerkongress in Paris (Computer vision from a mathematical perspective) und 2002 ebenfalls einen Plenarvortrag auf dem Internationalen Mathematikerkongress in Peking (Pattern theory: the mathematics of perception). 2003/04 war er im ersten Abel-Preis-Komitee. Seit 2016 ist er auswärtiges Mitglied der Russischen Akademie der Wissenschaften.

## Schriften
- Geometric Invariant Theory (= Ergebnisse der Mathematik und ihrer Grenzgebiete. Neue Folge 34). Springer, Berlin u. a. 1965.
- Lectures on curves on an algebraic surface (= Annals of Mathematics Studies. 59, ISSN 0066-2313). With a section by G. M. Bergman. Princeton University Press, Princeton NJ 1966.
- Abelian Varieties (= Tata Institute of Fundamental Research Studies in Mathematics. 5, ZDB-ID 2808653-3). Oxford University Press, Oxford u. a. 1970.
- mit George Kempf, Finn Knudsen, Bernard Saint-Donat: Toroidal Embeddings 1 (= Lecture Notes in Mathematics. 339, 1). Springer, Berlin u. a. 1973, ISBN 3-540-06432-X.
- Algebraic Geometry I. Complex Projective Varieties (= Die Grundlehren der mathematischen Wissenschaften in Einzeldarstellungen. 221). Springer, Berlin u. a. 1976, ISBN 3-540-07603-4.
- Curves and their Jacobians. University of Michigan Press, Ann Arbor 1975, ISBN 0-472-66000-4.
- Tata lectures on Theta. 3 Bände. Birkhäuser, Boston MA 1983–1991.
- The red book of Varieties and Schemes (= Lecture Notes in Mathematics. 1358). Springer, Berlin u. a. 1988, ISBN 3-540-50497-4.
- mit Caroline Series, David Wright: Indra’s Pearls. The vision of Felix Klein. Cambridge University Press, Cambridge 2002, ISBN 0-521-35253-3.